# Trichopoda haitensis
Trichopoda haitensis är en tvåvingeart som beskrevs av Robineau-desvoidy 1830. Trichopoda haitensis ingår i släktet Trichopoda och familjen parasitflugor. Inga underarter finns listade i Catalogue of Life.